# Labracinus atrofasciatus
Labracinus atrofasciatus — вид окунеподібних риб родини Pseudochromidae. Поширений у водах центральної та західної частини Тихого океану та у Південно-Китайському морі на глибині 1-5 метрів. Це тропічна морська риба з довжиною тіла до 16,7 см. Населяє коралові рифи. Її життєві звички невідомі.